# بابی داونز (بازیکن فوتبال)
بابی داونز (انگلیسی: Bobby Downes؛ زادهٔ ۱۸ اوت ۱۹۴۹) بازیکن فوتبال اهل بریتانیا است.
از باشگاه‌هایی که در آن بازی کرده‌است می‌توان به باشگاه فوتبال وست برومویچ آلبیون، باشگاه فوتبال پیتربورو یونایتد، باشگاه فوتبال بارنزلی، باشگاه فوتبال بلکپول، باشگاه فوتبال روچدیل، و باشگاه فوتبال واتفورد اشاره کرد.